# Lyrodesmus nigerrimus
Lyrodesmus nigerrimus är en mångfotingart som beskrevs av Cook 1896. Lyrodesmus nigerrimus ingår i släktet Lyrodesmus och familjen Chelodesmidae. Inga underarter finns listade i Catalogue of Life.